# Hyles cuspidata
Hyles cuspidata är en fjärilsart som beskrevs av Hans Rebel 1908. Hyles cuspidata ingår i släktet Hyles och familjen svärmare. Inga underarter finns listade i Catalogue of Life.